# Adrienne Fazan
Adrienne Fazan (9 de maio de 1906 — 23 de agosto de 1986) foi uma editora estadunidense. Venceu o Oscar de melhor montagem na edição de 1959 por Gigi.